# سن-مانده
شهر سَن-مانده (به فرانسوی: Saint-Mandé) در شهرستان ول-دو-مرن در ناحیه ایل-دو-فرانس با جمعیت ۲۲٬۲۱۱ نفر در کشور فرانسه واقع شده است